# Adorjás
Adorjás je selo na krajnjem jugu Republike Mađarske.
Zauzima površinu od 8,10 km četvornih.

## Zemljopisni položaj
Nalazi se na 45° 51' 2" sjeverne zemljopisne širine i 18° 3' 46" istočne zemljopisne dužine, 10 km sjeverno od Drave i granice s Hrvatskom. Donji Miholjac u RH je 10 km jugoistočno. Sámod je 500 m zapadno, Korša je 1,5 km sjeverno-sjeveroistočno, Rádfalva je 4 km istočno-sjeveroistočno, Drávapiski su 1,8 km, a Kémes 2,5 km, a Spornica 4 km istočno-jugoistočno, Cún je 3 km jugoistočno, Kisszentmárton je 3 km jugozapadno, Idvik je 1 km zapadno-jugozapadno, a Vajslovo je 4,5 km zapadno.

## Upravna organizacija
Upravno pripada Šeljinskoj mikroregiji u Baranjskoj županiji. Poštanski broj je 7841. 

## Promet
1 km južno od sela prolazi pruga Šeljin-Harkanj. 

## Stanovništvo
Adorjás ima 214 stanovnika (2001.). Mađari su većina, a Romi, koji u selu imaju manjinsku samoupravu, čine više od petine stanovnika. Skoro 70% stanovnika su rimokatolici, a petina stanovnika su kalvinisti.

## Vanjske poveznice
- (mađ.) A Vendégváró.hu cikke  Arhivirana inačica izvorne stranice od 7. siječnja 2005. (Wayback Machine)
- Adorjás na fallingrain.com